# Phalacromyrmex fugax
Phalacromyrmex fugax är en myrart som beskrevs av Kempf 1960. Phalacromyrmex fugax ingår i släktet Phalacromyrmex och familjen myror. Inga underarter finns listade i Catalogue of Life.

## Bildgalleri

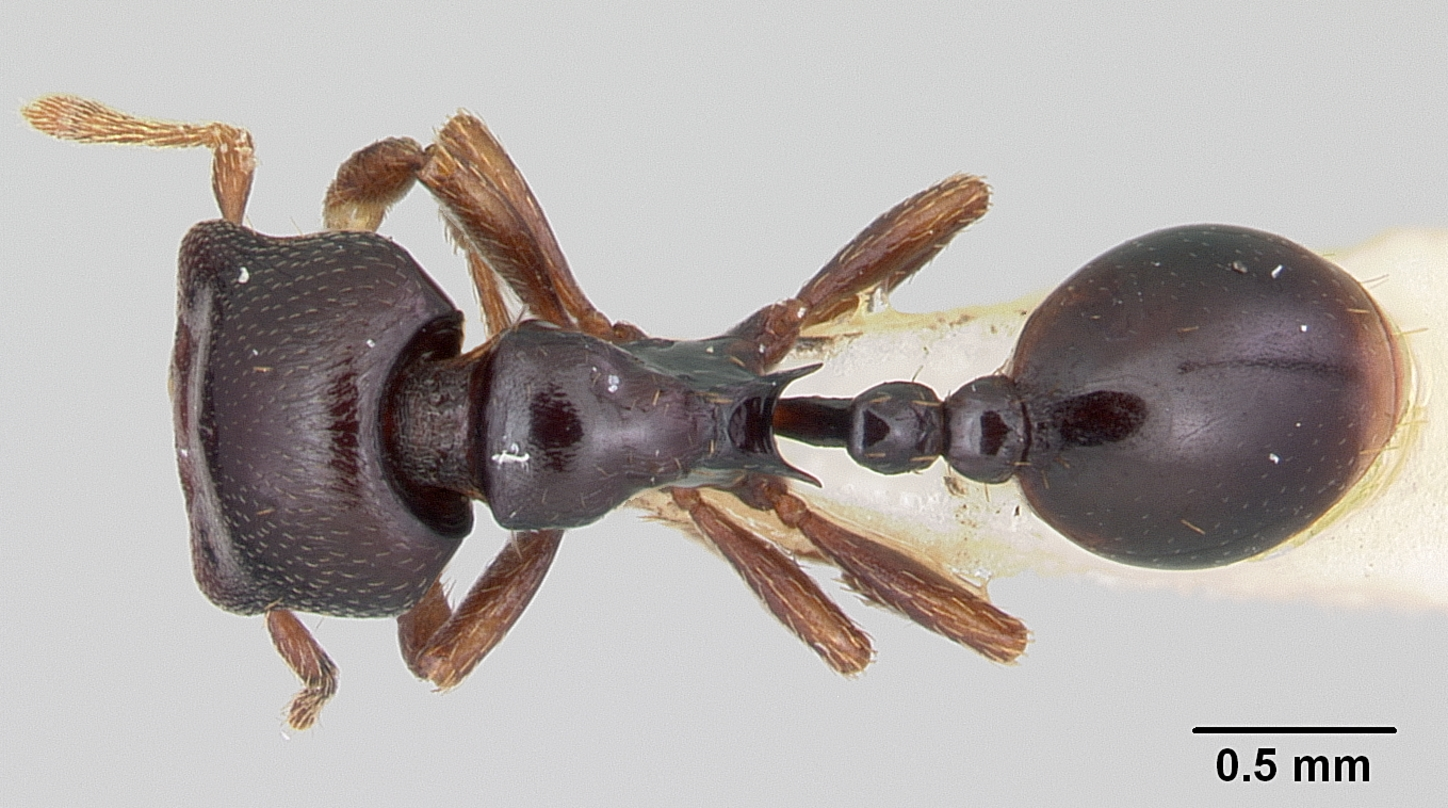
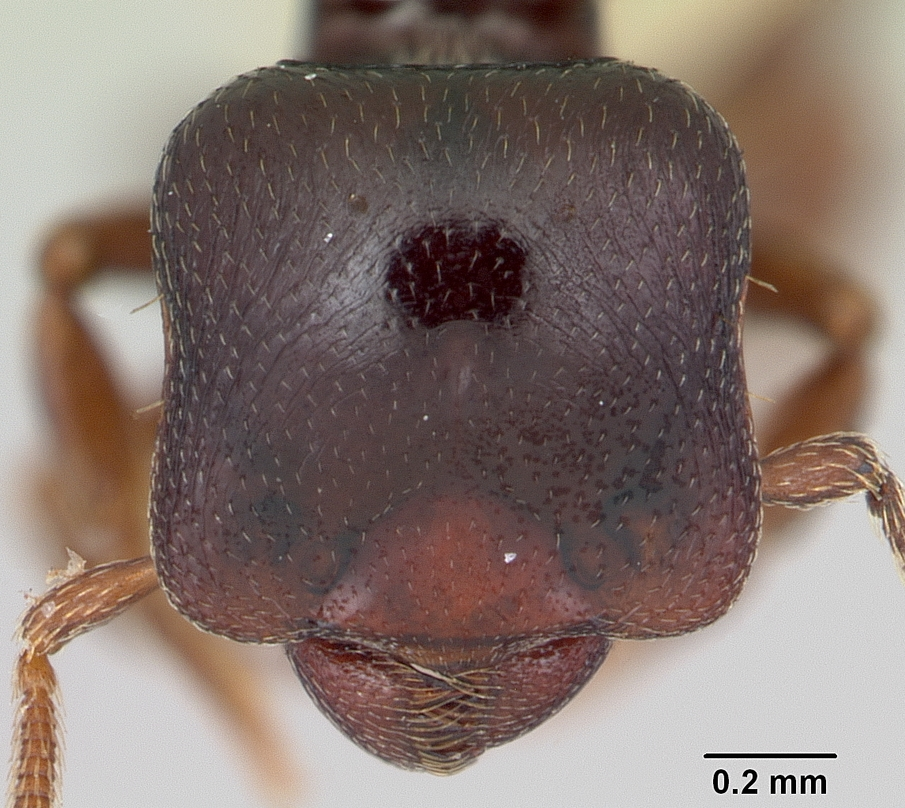
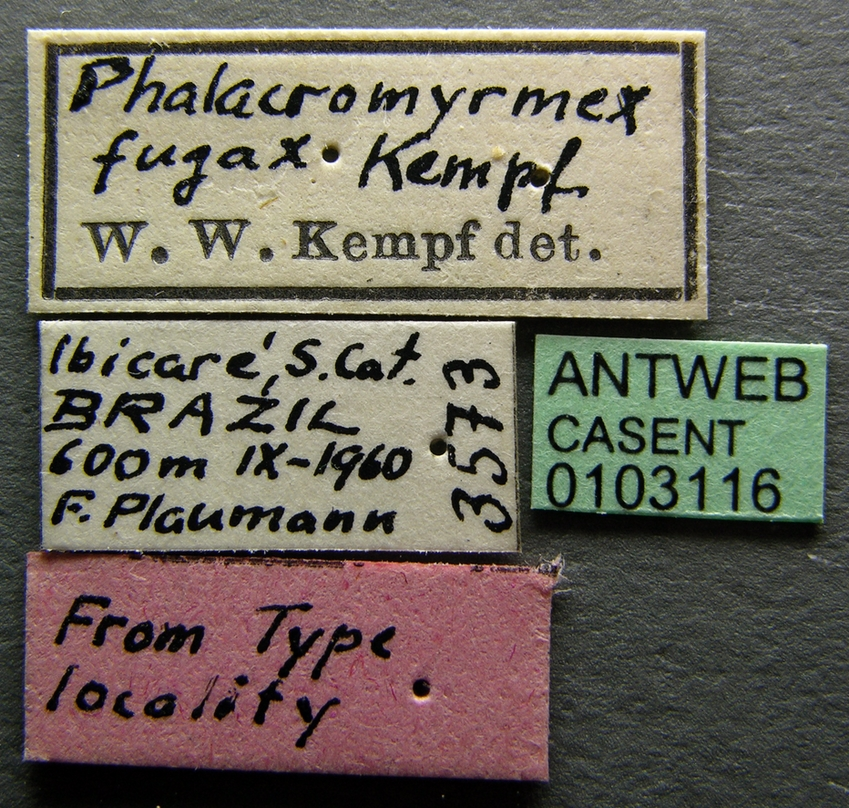
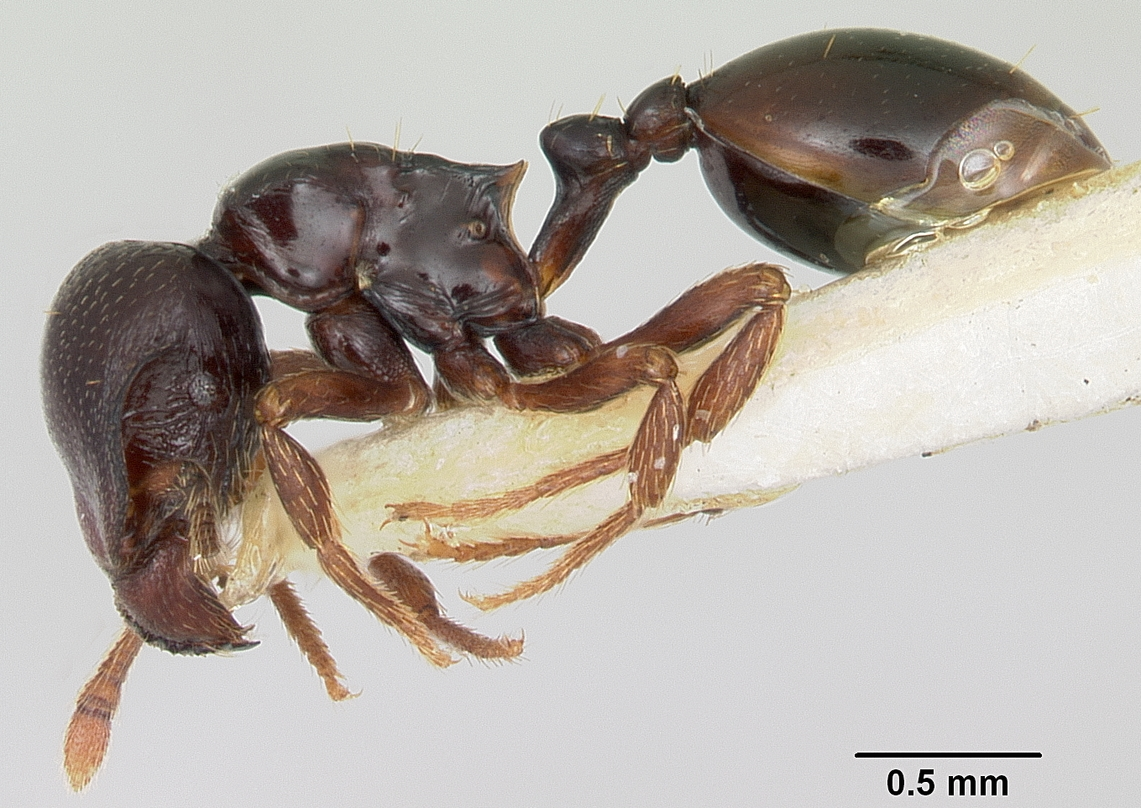
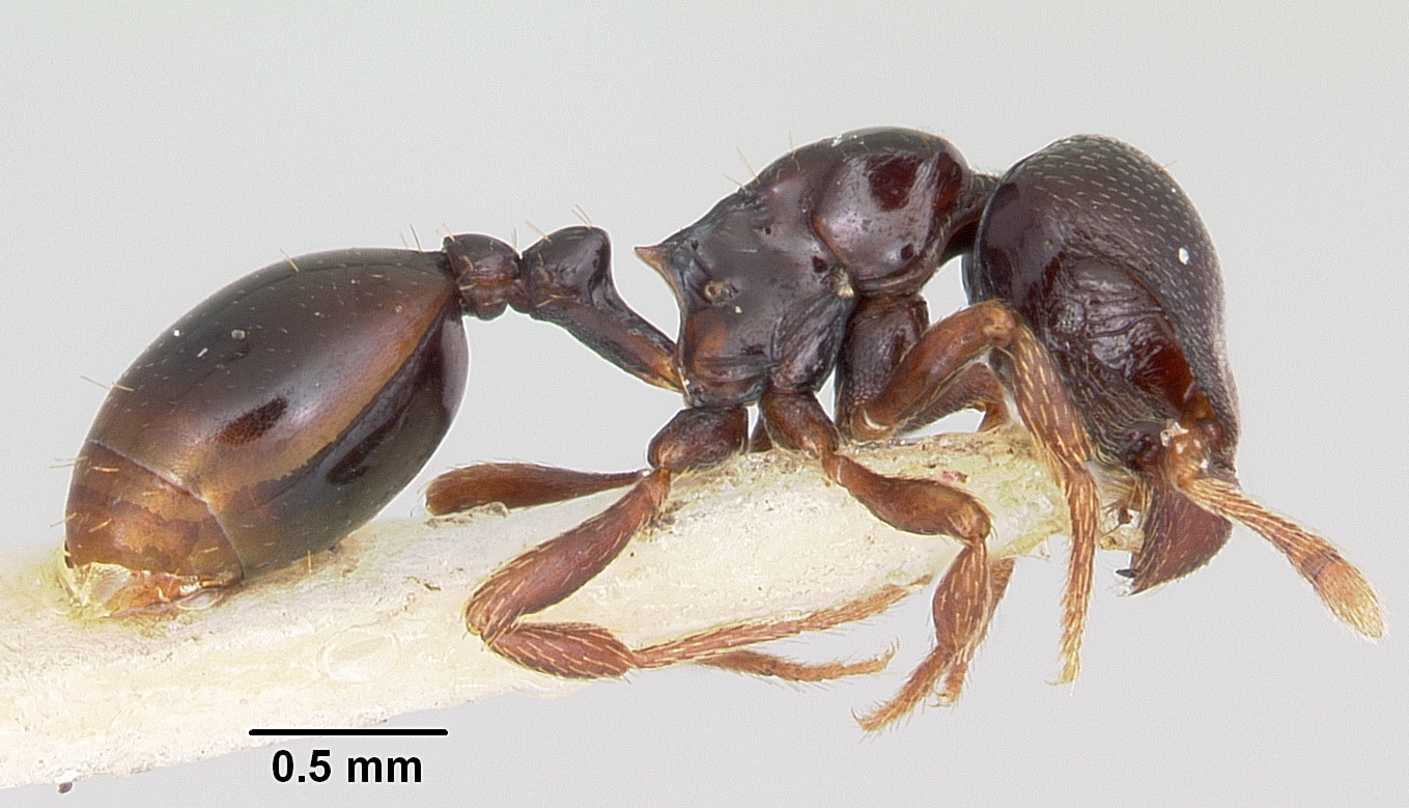